# Charles Tristan, hầu tước Montholon
Charles Tristan, hầu tước de Montholon (21 tháng Bảy 1782 - 21 tháng 8 năm 1853) là một viên tướng người Pháp tham gia vào Chiến tranh Napoléon. Ông là một sĩ quan tham mưu của Napoléon, gần gũi với hoàng đế và chịu lưu đày cùng Napoléon ở đảo Saint Helena.
Charles Tristan sinh ở Paris năm 1782, từ nhỏ đã được giáo dục để trở thành sĩ quan. Ông gia nhập quân đội vào năm 1797, bắt đầu phục vụ cho Napoléon trong vụ đảo chính 18 tháng Sương mù cho tới trận Waterloo. Ông công tác lâu năm trong Bộ Tổng tham mưu, thăng nhanh tới hàm Đại tá nhưng cũng từng chỉ huy một số đơn vị chiến đấu. Ông được phong tước bá tước Montholon năm 1811, sau đó là hầu tước. Sau trận Fontainebleau mà quân Pháp thất bại trong việc cản Liên minh thứ sáu tiến vào Paris, ông là một trong số ít các sĩ quan ủng hộ tiếp tục những nỗ lực chiến đấu. Sau khi Napoléon thoái vị ông ở lại quân đội và được vua Louis XVIII phong hàm chuẩn tướng; tuy nhiên ông tỏ ra bất mãn và tham gia quân đội Napoléon trong thời kì Một trăm ngày. Sau khi Napoléon thua trận Waterloo, ông đem vợ theo cựu hoàng đế đi đày ở đảo Saint Helena cùng một số tùy tùng khác. Napoléon đã đọc cho Montholon ghi chép những bình luận về cuộc đời và sự nghiệp của mình. Sau cái chết của Napoléon ông trở về Pháp, xuất bản hồi ký về những năm đi đày, nhưng bị phá sản và phải vào tù. Nền Quân chủ tháng Bảy về sau phục hồi quân hàm của ông nhưng không cho cầm quân. Ông rời sang Bỉ, sau đó đi theo Louis-Napoléon Bonaparte lưu lạc khắp châu Âu. Cách mạng năm 1848 bùng nổ, ông trở về Pháp và được bầu làm nghị sĩ của Hội đồng Lập pháp. Ông được Napoléon III ban thưởng hậu hĩnh, phục hồi tước hiệu và quân hàm, nhưng sớm qua đời sau đó vào năm 1853 cũng ở Paris.
Một trong các biệt danh của Montholon thời kì ở Saint Helena là Bugiardo, tiếng Ý có nghĩa là "kẻ nói dối". Điều này dẫn đến một số phỏng đoán thiếu cơ sở rằng ông đã đầu độc Napoléon. Cũng có nhiều tranh cãi xoay quanh con người ông, chẳng hạn có những nghi ngờ rằng ông nhận tiền những người Bảo hoàng để cho đơn vị mình đầu hàng, hay có chứng cớ cho thấy ông đã bịa đặt về binh nghiệp của mình trong các hồi ký.